# Gruppo Sportivo Fascio Giovanni Grion 1936-1937
Questa voce raccoglie le informazioni riguardanti il Gruppo Sportivo Fascio Giovanni Grion nelle competizioni ufficiali della stagione 1936-1937.

## Divise
| Prima divisa |

## Rosa
| N. |                   | Ruolo | Calciatore                   |
| -- | ----------------- | ----- | ---------------------------- |
|    | Italia (bandiera) | A     | Gino Brenco (Brenico)        |
|    | Italia (bandiera) | A     | Mario Busdon (Busidoni)      |
|    | Italia (bandiera) | A     | Nicolò Curto                 |
|    | Italia (bandiera) | P     | Tullio Dapretto              |
|    | Italia (bandiera) | D     | Egidio Defranceschi          |
|    | Italia (bandiera) | A     | Aldo Fabbro                  |
|    | Italia (bandiera) | A     | Giorgio Gianbastiani         |
|    | Italia (bandiera) | A     | Riccardo Illich (Gilli-Fano) |
|    | Italia (bandiera) | C     | Bruno Kazianka (Cazianca)    |
|    | Italia (bandiera) | A     | Giovanni Luciani             |
|    | Italia (bandiera) | A     | Umberto Mangolini            |

| N. |                   | Ruolo | Calciatore            |
| -- | ----------------- | ----- | --------------------- |
|    | Italia (bandiera) | A     | Silvio Marini         |
|    | Italia (bandiera) | D     | Daniele Paoletti      |
|    | Italia (bandiera) | A     | Bruno Persich (Persi) |
|    | Italia (bandiera) | A     | Aldo Plaustro         |
|    | Italia (bandiera) | A     | Giovanni Polonio      |
|    | Italia (bandiera) | A     | Ferruccio Smolizza    |
|    | Italia (bandiera) | D     | Rodolfo Tomich (Tomi) |
|    | Italia (bandiera) | A     | Silvano Vatta (II)    |
|    | Italia (bandiera) | C     | Bruno Vucich (Vucini) |
|    | Italia (bandiera) | A     | Bruno Ziz (Sizzi)     |

Fra parentesi il cognome italianizzato imposto al giocatore e riportato dalla stampa sportiva nazionale e locale.

## Risultati

### Serie C

#### Girone A

##### Girone di andata
| Treviso 27 settembre 1936 1ª giornata | Treviso | 0 – 0 | Grion Pola |  |

| Arbitro: | Capitanio (Venezia) |

|                          |           |       |
| Marini ?’ (rig.) Luciani | Marcatori | Rossi |

| Rovigo 11 ottobre 1936 3ª giornata | Rovigo | 4 – 1 | Grion Pola |  |

| Pola 18 ottobre 1936 4ª giornata | Grion Pola     | 0 – 0 referto | Fiumana | \| Arbitro: \| Leoni (Milano) \| |
| Arbitro:                         | Leoni (Milano) |               |         |                                  |

| 1 novembre 1936 5ª giornata | Mantova | 2 – 0 | Grion Pola |  |

| Pola 8 novembre 1936 6ª giornata | Grion Pola          | 0 – 0 referto | SPAL | \| Arbitro: \| Gardenghi (Brescia) \| |
| Arbitro:                         | Gardenghi (Brescia) |               |      |                                       |

| Arbitro: | Giambone (Venezia) |

|                             |           |         |
| Smolizza Fabbro Polonio 57’ | Marcatori | Pitassi |

| Arbitro: | Camiolo (Milano) |

|                                                      |           |  |
| Di Pasquale 36’ Abatematteo 40’, 56’, 75’ Tavano 47’ | Marcatori |  |

| Arbitro: | Marini (Monfalcone) |

|         |           |                                  |
| Polonio | Marcatori | 33’ Bergonzini 83’ (aut.) Fabbro |

| Trieste 20 dicembre 1936 10ª giornata | Ponziana | 1 – 0 | Grion Pola |  |

| Arbitro: | Capitanio (Venezia) |

|            |           |        |
| Fabbro 20’ | Marcatori | Piazza |

| Padova 3 gennaio 1937 12ª giornata | Padova | 3 – 0 | Grion Pola |  |

| Arbitro: | Cianci (Ancona) |

|                |           |  |
| Fabbro Luciani | Marcatori |  |

##### Girone di ritorno
| Arbitro: | Zanchi (Bergamo) |

|               |           |                  |
| Fabbro ?’, ?’ | Marcatori | Bozzolo Marcuzzo |

| Vicenza 7 febbraio 1937 15ª giornata | Vicenza | 2 – 1 | Grion Pola |  |

| Arbitro: | Conti (Ravenna) |

|  |           |             |
|  | Marcatori | 60’ Bocchio |

| Arbitro: | Capitanio (Venezia) |

|          |           |         |
| Loik 11’ | Marcatori | 71’ Ziz |

| Pola 28 febbraio 1937 18ª giornata | Grion Pola        | 0 – 0 referto | Mantova | \| Arbitro: \| Coletti (Treviso) \| |
| Arbitro:                           | Coletti (Treviso) |               |         |                                     |

| Ferrara 7 marzo 1937 19ª giornata | SPAL | 10 – 0 | Grion Pola |  |

| Arbitro: | Caraglio (Vicenza) |

|           |           |                                  |
| Orzan 30’ | Marcatori | Mangolini 56’ Luciani 80’ Marini |

| Arbitro: | Catalucci (Firenze) |

|                                    |           |                 |
| Busidoni 7’ Marini 35’ 78’ Luciani | Marcatori | 52’ Di Pasquale |

| Carpi 4 aprile 1937 22ª giornata | Carpi | 0 – 0 | Grion Pola |  |

| Arbitro: | Martelli (Bologna) |

|                                    |           |                       |
| Marini ?’, ?’ Luciani Busidoni 85’ | Marcatori | Trevisan 75’ Cesarini |

| Arbitro: | Zilli (Reggio Emilia) |

|               |           |           |
| Bortolini 72’ | Marcatori | Mangolini |

| Arbitro: | Osti (Ferrara) |

|                                   |           |          |
| Mangolini 15’ Smolizza Gilli-Fano | Marcatori | Maran II |

| Valdagno 16 maggio 1937 26ª giornata | Marzotto Valdagno | 3 – 0 | Grion Pola |  |

### Coppa Italia
| Padova 15 novembre 1936 Primo turno | Padova | 2 – 0 | Grion Pola |  |